# Robert Schumann
Robert Schumann (ur. 8 czerwca 1810 w Zwickau w zachodniej Saksonii, zm. 29 lipca 1856 w Endenich (Bonn) ) – niemiecki kompozytor, krytyk muzyczny i autor artykułów poświęconych muzyce, ponieważ przez długi czas zastanawiał się który kierunek byłby dla niego najlepszy, kompozytor, czy może literat. W Lipsku chodził na studia prawnicze, które zakończył aby mógł poświęcić się muzyce. Przez długie lata nie mógł podjąć decyzji, czy zostanie kompozytorem, czy literatem. Uznawany jest za jednego z najbardziej wpływowych twórców epoki romantyzmu. Schumann zwracał bardzo dużą uwagę na oryginalność swojej twórczości. Odnawianie starych form lub stwarzanie form nowych uważał za oznakę geniuszu. Był pod wrażeniem grą Niccola Paganiniego i zapragnął zostać pianistą-wirtuozem. Niestety długie ćwiczenia doprowadziły do niedowładu jednego z palców, przez co nie miał możliwości grania. Do najważniejszych kompozycji Schumanna należą wczesne cykle miniatur fortepianowych z lat 1832–1839, kiedy komponował niemal wyłącznie utwory na fortepian solo oraz liczne pieśni, spośród których większość napisał w roku 1840, przez biografów zwanym „Rokiem pieśni”. Od roku 1841 pisał głównie utwory orkiestrowe i kameralne; pozostawił po sobie pięć symfonii (w tym jedną niedokończoną), liczne uwertury, koncerty i sonaty oraz obszerną spuściznę literacką - przede wszystkim recenzje muzyczne, które publikował w magazynie Neue Zeitschrift für Musik w latach 1834–1843. Był mężem Klary Schumann z d. Wieck, znanej pianistki i kompozytorki, z którą miał ośmioro dzieci. Przyjaźnił się z Felixem Mendelssohnem, Johannesem Brahmsem i Josephem Joachimem. Początkowo związany z Lipskiem, następnie Dreznem i Düsseldorfem, ostatnie dwa lata życia spędził w zakładzie dla nerwowo chorych w Endenich k. Bonn.

## Życiorys

### Dzieciństwo (1810–1826)

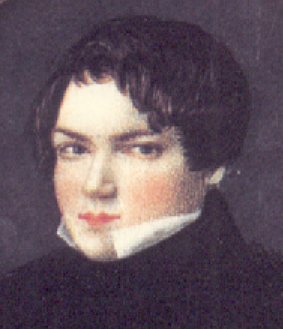
Robert Schumann w okresie studiów

Schumann urodził się jako najmłodsze z pięciorga dzieci Augusta Schumanna (1773–1826), właściciela księgarni, pisarza, wydawcy i tłumacza, oraz Johanny Schumann z d. Schnabel (1770–1836). Regularne lekcje gry na fortepianie zaczął pobierać w wieku siedmiu lat u organisty Johanna Gottfrieda Kuntscha, o którym pisał w swoich pamiętnikach - „dobry, kochający mnie nauczyciel, sam grający zaledwie przeciętnie”. Choć Schumann wcześnie zaczął przejawiać talent muzyczny, bardzo dobrze grał a vista, a pierwsze, drobne próby kompozytorskie podejmował już w wieku siedmiu lat, to aż do dziewiętnastego roku życia nie pobierał lekcji kompozycji. Do muzycznych idoli swojej młodości zaliczał Mozarta, Haydna i Moschelesa, którego recitalu miał okazję wysłuchać jako dziewięciolatek. W młodości określał samego siebie jako „poetę i kompozytora w jednej osobie”. Obok wczesnych kompozycji (jak napisany w wieku 12 lat 150 Psalm na orkiestrę) zachowały się także jego młodzieńcze utwory poetyckie i próby translatorskie. W 1826 roku, kilka miesięcy po ukończeniu przez Schumanna nauki w gimnazjum, umiera jego ojciec. Od tej pory o jego dalszej drodze życiowej decyduje matka, mniej przychylna artystycznym ambicjom syna. Za jej namową Schumann podejmuje studia prawnicze w Lipsku.

### Młodość (1828–1840)
Studia w Lipsku rozpoczyna w 1828 roku. Zaniedbuje jednak wykłady uniwersyteckie, a po dwóch semestrach postanawia przenieść się na uniwersytet w Heidelbergu, gdzie jednym z jego profesorów jest Anton Thibaut, prawnik i miłośnik muzyki, organizujący w swoim domu cotygodniowe wieczory dawnej muzyki chóralnej. To dzięki wizytom u Thibauta Schumann powraca do intensywnej gry na fortepianie i w krótkim czasie zostaje - według relacji kolegów - „ulubieńcem heidelberskiej publiczności”. Podczas pobytu w Heidelbergu po raz pierwszy udało mu się ogłosić drukiem własną kompozycję - Wariacje Abegg op. 1. W 1829 roku wyrusza w podróż po Szwajcarii i północnych Włoszech; zwiedza Zurych, Bazyleę, Berno, Weronę, Padwę i Wenecję. W 1830 roku, w wieku dwudziestu lat, postanawia porzucić prawo. „Całe moje życie przez dwadzieścia lat było walką poezji z prozą, a raczej - powiedzmy wprost: walką między muzyką a prawoznawstwem” - pisał w tym krytycznym momencie swojego życia w liście do matki. Postanawia doskonalić swój warsztat pianistyczny w Lipsku, pod okiem uznanego pedagoga Friedricha Wiecka. W 1831 roku daje o sobie znać poważna kontuzja trzeciego palca prawej ręki, która mimo wielu prób rehabilitacji ostatecznie przekreśli jego karierę pianisty-wirtuoza. W tym samym okresie publikuje dobrze przyjęte Papillons op. 2 i zaprzyjaźnia się z dwunastoletnią wtedy Klarą Wieck, córką swojego nauczyciela fortepianu, już wówczas koncertującą młodą pianistką. Jeszcze do 1833 roku nieustannie szuka możliwości wyleczenia urazu palca, eksperymentując ze wszelkimi dostępnymi metodami medycyny konwencjonalnej i niekonwencjonalnej.

### Krytyka muzyczna -Neue Zeitschrift für Musik

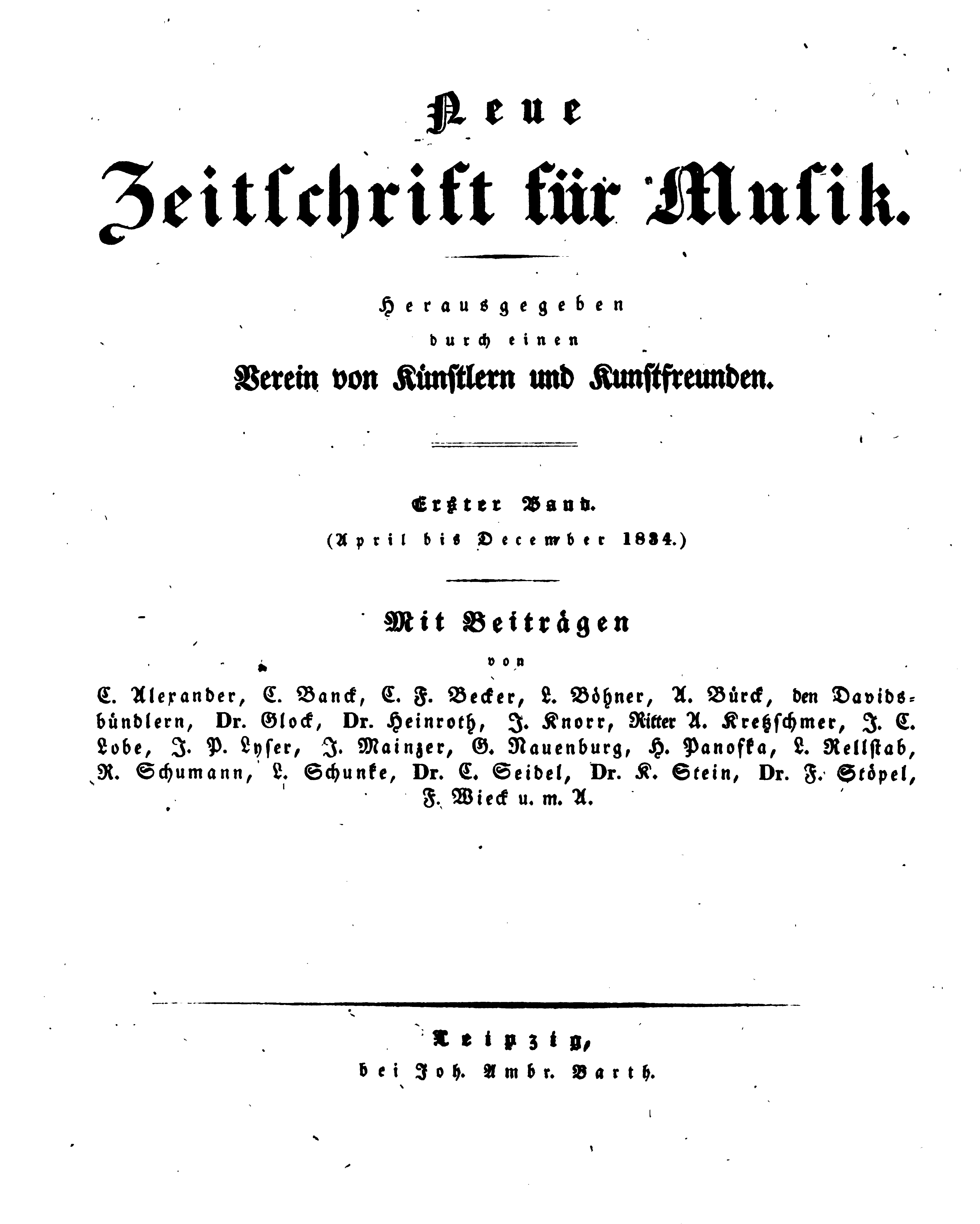
pierwszy numer Neue Zeitschrift für Musik

Schumann był aktywnym krytykiem muzycznym, a jego recenzje były zwykle trafne i życzliwe, odznaczały się też charakterystycznym stylem literackim. Był jednym z pierwszych krytyków, którzy poznali się na talencie kompozytorskim Fryderyka Chopina. „Czapki z głów, panowie, oto geniusz”, pisał w Allgemeine Musikalische Zeitung. Od 1833 roku regularnie spotyka się z przyjaciółmi-artystami w lipskiej kawiarni Zum Arabischen Coffe Baum, gdzie ich grupa towarzyska, Bractwo Dawida, posiada swój stały stolik. W kwietniu 1834 roku ukazuje się pierwszy numer magazynu Neue Zeitschrift für Musik, założonego przez Schumanna wspólnie m.in. z Friedrichem Wieckiem i Ludwigiem Schunckem, na którego łamach będą się regularnie ukazywać teksty pióra Schumanna, podpisującego się pseudonimami, ukazując różnorodne poglądy na sztukę: Mistrz Raro - dojrzały i spokojny, Florestan - młody i temperamentny, i Euzebiusz - rozmarzony romantyk. W 1843 roku, pod wpływem złego stanu zdrowia, Schumann zdecyduje się odsprzedać pismo.

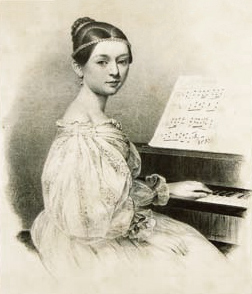
Klara Wieck w wieku 15 lat

### Małżeństwo z Klarą Wieck i dojrzała twórczość (1840–1850)
Mimo różnicy wieku, Schumann bardzo podziwiał Klarę Wieck za jej talent pianistyczny i kompozytorski - „często myślę o tobie nie jak o siostrze czy towarzyszce, lecz jak pielgrzym o dalekim obrazie w ołtarzu”, pisał do niej w liście 1832 roku. Gdy Schumann ma 23 lata, Klara Wieck ma 14, i choć listy wskazują na ogromną sympatię i zażyłość, jaka łączyła tych dwoje, Schumann zaręcza się z uczennicą Wiecka, Ernestyną von Fricken, aby po dwóch latach zerwać zaręczyny i ostatecznie opowiedzieć się za Klarą. Friedrich Wieck był przez wiele lat przeciwny ich związkowi - nie uważał Schumanna za odpowiedni materiał na zięcia i bał się o karierę pianistyczną swojej córki. Lata 1837-1840 to czas długich rozłąk i intensywnej wymiany korespondencji, ale też okres bardzo twórczy - Klara odbywa długie trasy koncertowe po Europie, a Schumann dużo komponuje. W tym burzliwym i trudnym okresie powstają m.in. Kreisleriana op. 16, czy Faschingsschwank aus Wien op. 26. W 1840 roku, po długim, stanowiącym niemałą sensację towarzyską procesie sądowym, Wieck wyraża zgodę na małżeństwo. Schumann komponuje Myrthen (Mirty) op. 25 - cykl pieśni dedykowanych żonie, ofiarowanych jej w prezencie ślubnym. W pierwszych latach małżeństwa Klara intensywnie koncertuje - w 1844 roku para wyrusza wspólnie na jej tournée po Rosji. Po powrocie osiadają w Dreźnie. Jest to dla Schumanna okres zawiedzionych nadziei - nie udaje mu się uzyskać żadnej z posad, o które się stara, m.in. dyrektora lipskiego Gewandhausu czy wiedeńskiego konserwatorium - oraz pogarszającego się stanu zdrowia. Dręczą go omamy słuchowe, cierpi na bezsenność, depresję, lęki. Mimo złego zdrowia pracuje bardzo intensywnie: komponuje w tym okresie m.in. dwie symfonie (Wiosenną op. 38 i Czwartą d-moll op.120), Kwintet fortepianowy Es-dur op. 44, trzy Kwartety smyczkowe, Oratorium Das Paradies und die Peri op. 50. Do pracy nad formami oratoryjnymi skłania go posada kapelmistrza dresdeńskiego chóru męskiego Liedertafel, jaką piastuje od 1847 roku. Praca z chórem nie przynosi mu jednak satysfakcji, w Dreźnie czuje się obco i szuka możliwości wyjazdu, a póki taka się nie nadarza, ucieka w pracę - rok 1849 uważany jest za jeden z najbardziej twórczych w jego życiu.
Schumannowie mieli ósemkę dzieci: urodzone w Lipsku Marię (1841–1929) i Elise (1843–1928); urodzonych w Dreźnie Julię (1845–1872), Emila (1846–1847), Ludwiga (1848–1899) i Ferdinanda (1849–1891); oraz urodzonych w Düsseldorfie Eugenie (1851–1938) i Felixa (1854–1879), którego Schumann, będąc już wówczas w Endenich, nigdy nie zobaczył.

### Ostatnie lata życia (1850–1856)
We wrześniu 1850 roku Schumann objął z polecenia swojego przyjaciela, Ferdinanda Hillera, stanowisko dyrektora programowego orkiestry düsseldorfskiej, którą prowadził podczas koncertów abonamentowych. Po początkowo ciepłym przyjęciu, pierwszy sezon koncertowy pod jego kierownictwem został oceniony jako rozczarowujący. Orkiestra uważała Schumanna za zbyt małomównego i zdystansowanego, zdarzały mu się też wybuchy złości i chwile całkowitego roztargnienia, kiedy tracił panowanie nad orkiestrą. W wyniku polityki powolnego odsuwania go od obowiązków pod pretekstem obawy o zły stan jego zdrowia, Schumann postanowił ustąpić ze stanowiska. W czasie pobytu w Düsseldorfie skomponował m.in. III Symfonię Reńską, Sceny z Fausta, Konzertstück na orkiestrę i fortepian, uwerturę Juliusz Cezar oraz Koncert wiolonczelowy, ukończył też uwerturę do Hermana i Dorotei.
W 1853 roku Schumannowie zaprzyjaźnili się z młodym Johannesem Brahmsem. Wkrótce po pierwszym spotkaniu, które odbyło się w mieszkaniu Schumannów, gdzie Brahms osobiście zaprezentował im swoje kompozycje, Schumann opublikował w Neue Zeitschrift... artykuł przepowiadający mu wielką karierę - „i oto nadszedł młody talent, przy którego kołysce sprawowały wartę muzy i bohaterowie. Nazywa się Johannes Brahms, przybywa z Hamburga.”

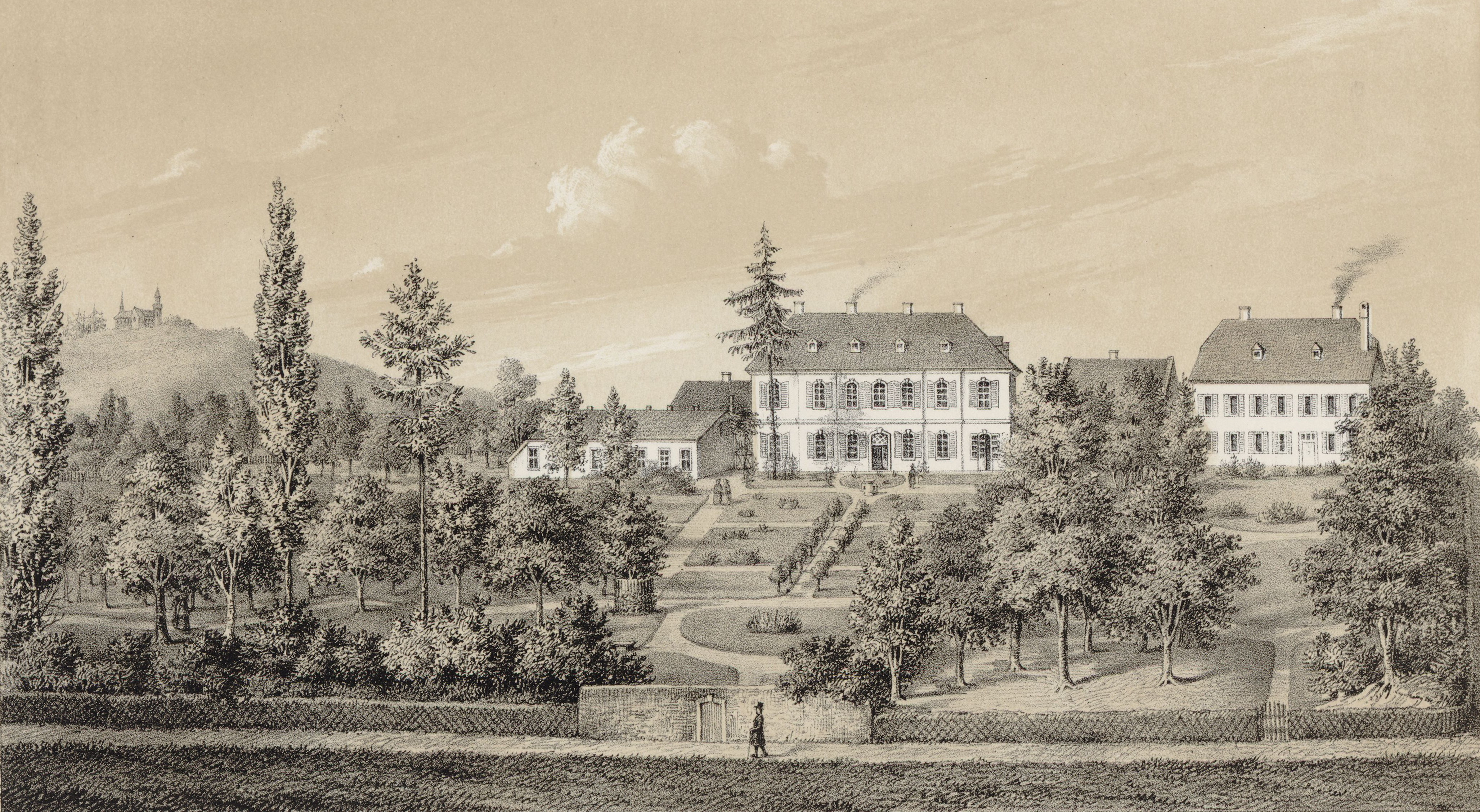
Endenich, klinika dla nerwowo chorych

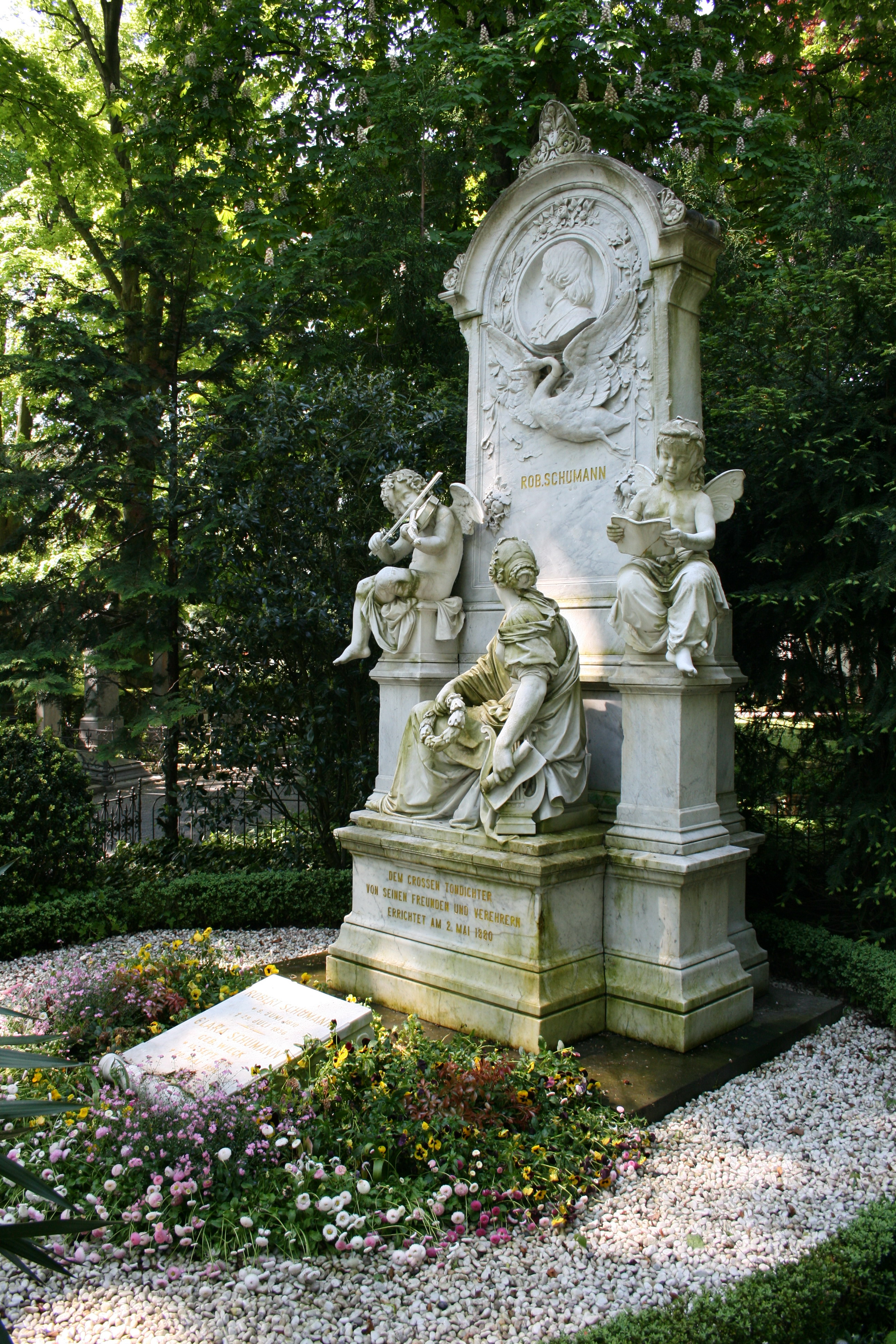
Grób Klary i Roberta Schumannów na cmentarzu w Bonn

27 lutego 1854 roku, po kilku tygodniach ciężkiego załamania nerwowego, objawiającego się stanami depresyjnymi, bólami głowy, bezsennością i omamami słuchowymi, Schumann targnął się na życie skacząc z mostu do Renu. Cudem odratowany, 4 marca dobrowolnie zgłosił się do prywatnej kliniki dla nerwowo chorych w Endenich k. Bonn, gdzie spędził ostatnie dwa lata życia. Podczas pobytu w klinice prowadził jeszcze korespondencję z rodziną i przyjaciółmi, przyjmował odwiedziny, grał na fortepianie, porządkował spuściznę. Zmarł 29 lipca 1856, otoczony opieką żony i Johannesa Brahmsa. Pochowano go na cmentarzu w Bonn; przyozdobioną wieńcem laurowym trumnę z jego ciałem nieśli Joseph Joachim, Johannes Brahms i Albrecht Dietrich. W budynku dawnej kliniki znajduje się obecnie muzeum Schumanna i biblioteka muzykologiczna.

## Styl kompozytorski i recepcja
Schumann komponował szybko, pracując bardzo intensywnymi, krótkimi zrywami. Część utworów poddawał rewizjom i zmianom nawet po kilku latach od ich powstania. Silny wpływ na jego muzykę wywarła fascynacja literaturą piękną - utworami Goethego, Eichendorfa, Jean-Paula i E.T.A. Hoffmanna, a także techniką wybitnych wirtuozów jego czasów - Moschelesa, Mendelssohna, Liszta, Paganiniego. Mimo obecności w jego kompozycjach licznych cytatów z cudzych utworów, muzyka Schumanna ma charakter bardzo osobisty, intymny. Za życia doceniono jedynie niewielką część jego kompozycji, szczególnie utwory fortepianowe uważano za zbyt trudne i nowoczesne. Nawet sama Klara Schumann, choć tak uwielbiana przez publiczność, musiała „przemycać” utwory męża w programach swoich recitali. Istotną rolę w popularyzacji jego muzyki odegrali Joseph Joachim i Johannes Brahms.
Utwory fortepianowe Schumanna zostały utrwalone w nagraniach wielu znakomitych pianistów, m.in. Swiatosława Richtera, Arturo Benedetti Michelangelego, Annie Fischer, Vladimira Horowitza, Artura Rubinsteina, Radu Lupu czy Andrása Schiffa. Koncert wiolonczelowy a-moll op. 129 należy do klasycznego repertuaru wiolonczelowego, do kanonu należą także jego pieśni i symfonie.

## Instrumenty
Jednym z najbardziej znanych instrumentów, na których grał Robert Schumann, był fortepian Conrada Grafa - prezent od twórcy fortepianów z okazji ślubu Roberta i Clary w 1839 roku. Instrument ten stał w pracowni Schumanna w Düsseldorfie, a później został podarowany przez Clarę Schumann Johannesowi Brahmsowi. Po kilku zmianach właścicieli ostatecznie trafił do Gesellschaft der Musikfreunde i można go teraz oglądać w Kunsthistorisches Museum w Wiedniu.

## Schumann w filmie i fikcji literackiej
- Song of Love (1947) amerykański film wyprodukowany przez wytwórnię MGM, z Katharine Hepburn w roli Klary Schumann i Paulem Henreidem w roli Roberta Schumanna. Ścieżkę dźwiękową do filmu nagrał pianista Artur Rubinstein[10]
- Frühlingssinfonie (1983) niemiecki film z Herbertem Grönemeyerem w roli Roberta Schumanna i Nastassją Kinski w roli Klary Schumann oraz skrzypkiem Gidonem Kremerem w roli Niccolò Paganiniego[11]
- Duet, powieść Elisabeth Kyle
- Last notes from Endenich (1975), praca artysty Toma Phillipsa[12]

## Lista ważniejszych kompozycji

### Utwory symfoniczne
- Symfonia nr 1 B-dur Wiosenna op. 38
- Symfonia nr 2 C-dur op. 61
- Symfonia nr 3 Es-dur Reńska op. 97
- Sceny do Manfreda op. 115
- Symfonia nr 4 d-moll op.120
- Uwertura Juliusz Cezar op. 128
- Uwertura Hermann und Dorothea op. 136
- Symfonia g-moll WoO 29 (niedokończona, zwana Młodzieńczą)

### Koncerty
- Koncert fortepianowy a-moll op. 54
- Konzertstück na 4 waltornie i orkiestrę F-dur op. 86
- Koncert wiolonczelowy a-moll op. 129
- Koncert skrzypcowy d-moll WoO 23

### Utwory kameralne
- 3 Kwartety smyczkowe op. 41
- Kwintet fortepianowy Es-dur op. 44
- Kwartet fortepianowy Es-dur op. 47

### Utwory fortepianowe
- Wariacje Abegg op. 1
- Papillons (Motyle) op. 2
- Davidsbündlertänze op. 6
- Toccata c-moll op. 7
- Carnaval (Karnawał) op. 9
- Fantasiestücke (Utwory fantastyczne) op. 12
- Symphonische Etüden (Etiudy symfoniczne) op. 13
- Kinderszenen (Sceny dziecięce) op. 15
- Kreisleriana op. 16
- Fantazja C-dur op. 17
- Humoreske B-dur (Humoreski) op. 20
- Faschingsschwank aus Wien (Karnawał wiedeński) op. 26
- Album für die Jugend (Album dla młodzieży) Op.68
- Waldszenen op. 82
- Gesänge der Frühe op. 133

### Cykle pieśni
- Liederkreis op. 24
- Myrthen op. 25
- Liederkreis op. 39
- Frauenliebe und -leben op. 42
- Dichterliebe op. 48
- Spanische Liebeslieder op. 138
- Die schöne Müllerin (Piękna młynarka)

### Utwory dramatyczne
- Opera Genoveva op. 81

## Upamiętnienie
W 1901 roku w jego rodzinnym mieście Zwickau odsłonięto pomnik Roberta Schumanna.
Na jego cześć została nazwana odkryta w 1964 roku planetoida (4003) Schumann.